# Hochebene

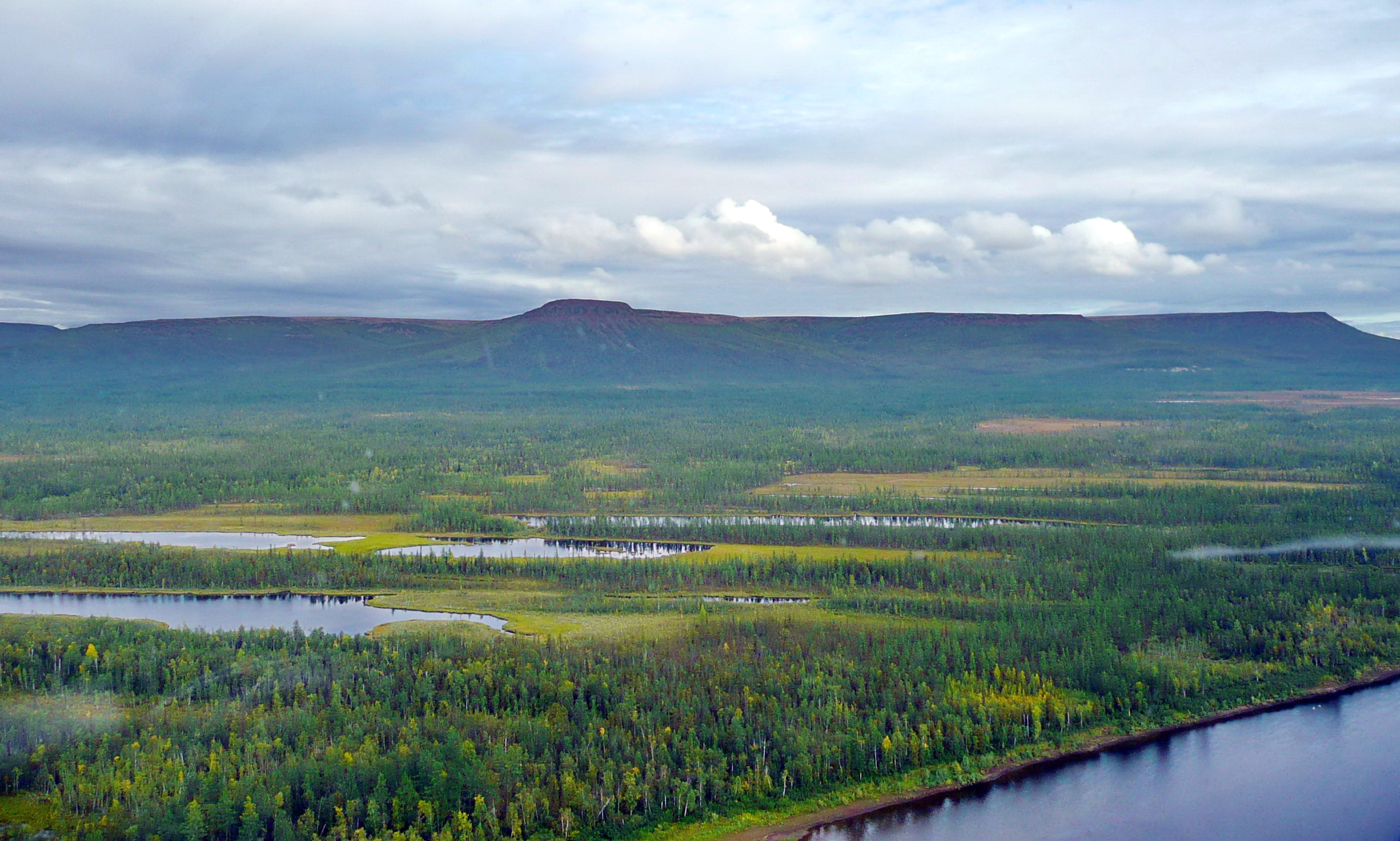
Putoranaplateau in Sibirien – typische Hochebene auf einem Plateau

Hochebene (auch Hochfläche, Plateau oder Hochplateau, im spanischsprachigen Raum Meseta, im portugiesischen Raum Planalto) bezeichnet im Allgemeinen eine großflächige Massenerhebung, die im Vergleich zu (benachbarten) Gebirgen wesentlich geringere relative Höhenunterschiede aufweist. Hochebenen im engeren Sinne zeichnen sich durch flaches oder leicht hügeliges Gelände aus. Hochplateaus innerhalb großer Gebirgsregionen sind hingegen nur relativ niedriger als umliegende Hochgebirge, da neben mehr oder weniger großen Flachlandbereichen auch etliche hundert Meter hohe Gebirgszüge vorkommen können.
Als Mindesthöhe über dem Meeresspiegel und Abgrenzung zur Tiefebene werden zumeist 200 m angegeben. Nach oben werden keine Grenzen gesetzt. Die höchsten Plateaus der Erde finden sich im Hochland von Tibet und in den Anden, wo sie Höhenlagen von 4000 oder 5000 m erreichen. Trotz dieser enormen Höhen werden Plateaus nicht als Gebirge betrachtet.
Plateaus entstehen entweder als unzerklüftete innermontane Massenerhebung im Zentrum großer (junger) Faltengebirge oder durch Einebnung älterer Rumpfgebirge. Innermontane Hochflächen werden oft durch zentrale Senkungsgebiete bzw. Sedimentbecken unterbrochen.
Auch die Gipfelregion eines Bergrückens kann als Hochfläche oder Hochplateau bezeichnet werden, wenn der Begriff Tafelberg wegen der mäßigen Hangneigung der Abhänge nicht angebracht ist.
Es gibt keine feststehende Definition für Hochebenen beziehungsweise Plateaus, und die in der Fachliteratur bisweilen vorgenommenen begrifflichen Untergliederungen können von Autor zu Autor verschieden sein.
Hochebenen und Plateaus gehören zu den großen Landformen, die das Makrorelief der Erde bilden.

## Differenzierung
Vorwiegend im angloamerikanischen Raum haben sich einige feststehende Begriffe etabliert, die Plateaus weiter differenzieren, während eine Differenzierung in der deutschen Fachliteratur nicht oder wesentlich uneinheitlicher und begrifflich unklarer vorgenommen wird.
Seit die Kartografie computergestützt auf immer größere Datenmengen zurückgreifen kann, haben einige Autoren versucht, die Landformen der Erde neu zu definieren, um durch entsprechende Algorithmen Abbildungen der Realität zu erhalten, die den üblichen Vorstellungen der Geowissenschaftler möglichst nahekommen. Ein Beispiel bieten Michel Meybeck, Pamela Green und Charles Vörösmarty mit A New Typology for Mountains and Other Relief Classes, (2001) die die Landformen anhand der Meereshöhe und ihrer „relief roughness“ (RR) eingrenzen. Sie werden in den folgenden Abschnitten jeweils am Schluss genannt.

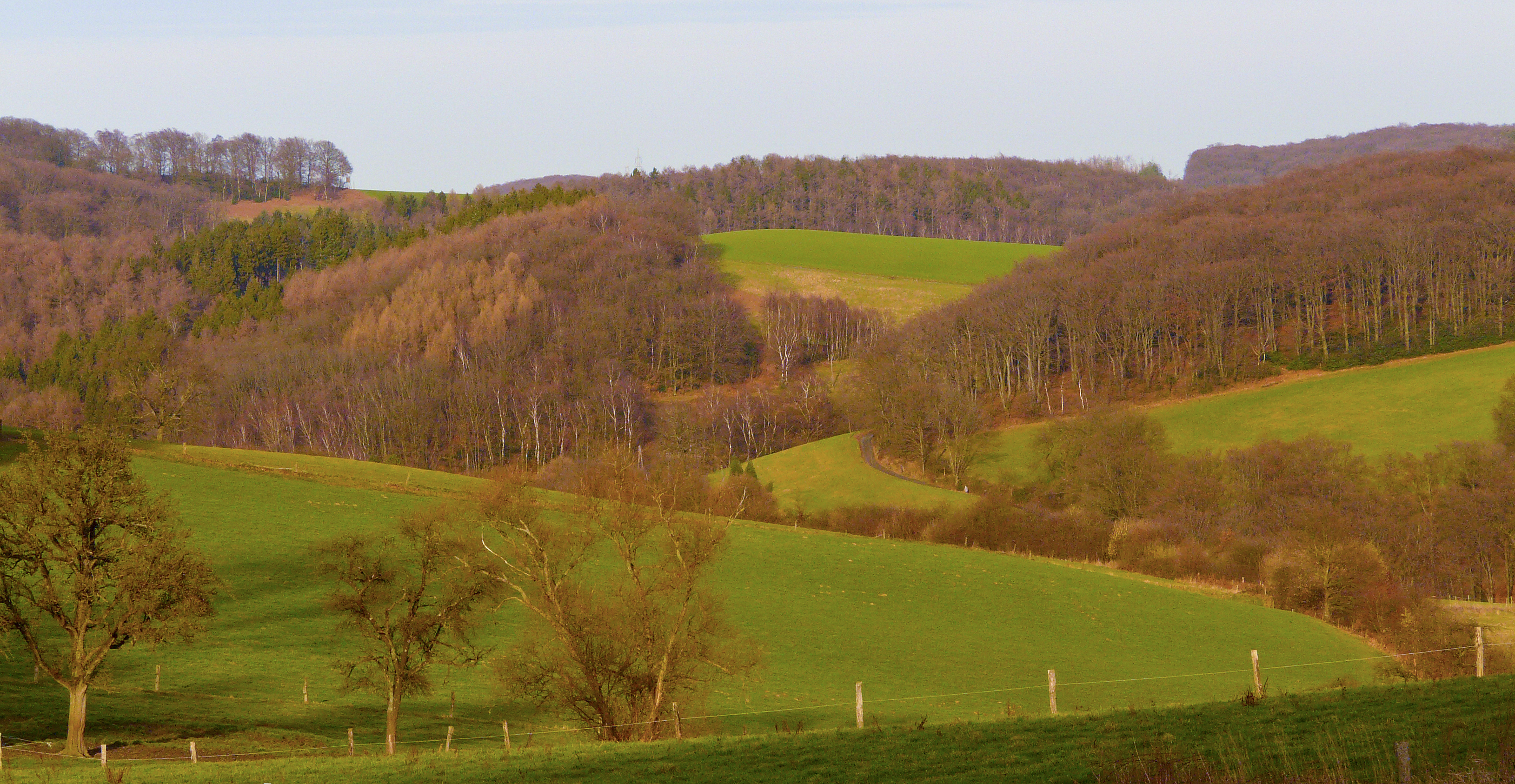
Blick auf die Hochflächen des Bergischen Landes – weniger Plateau als vielmehr eine konkrete naturräumliche Fachbezeichnung

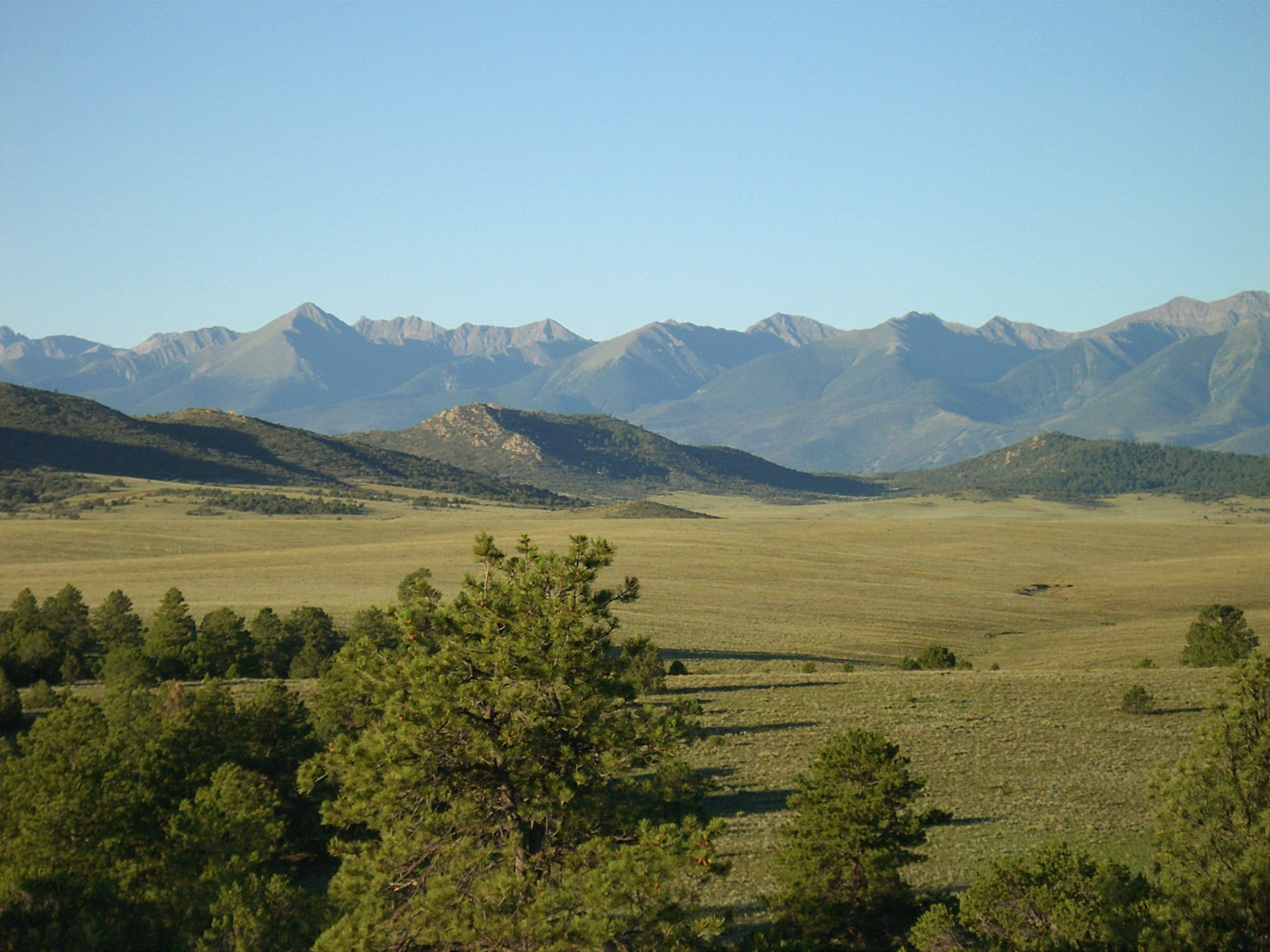
Jede große ebene Fläche in Gebirgen oberhalb von Flussniederungen kann man Hochebene nennen.

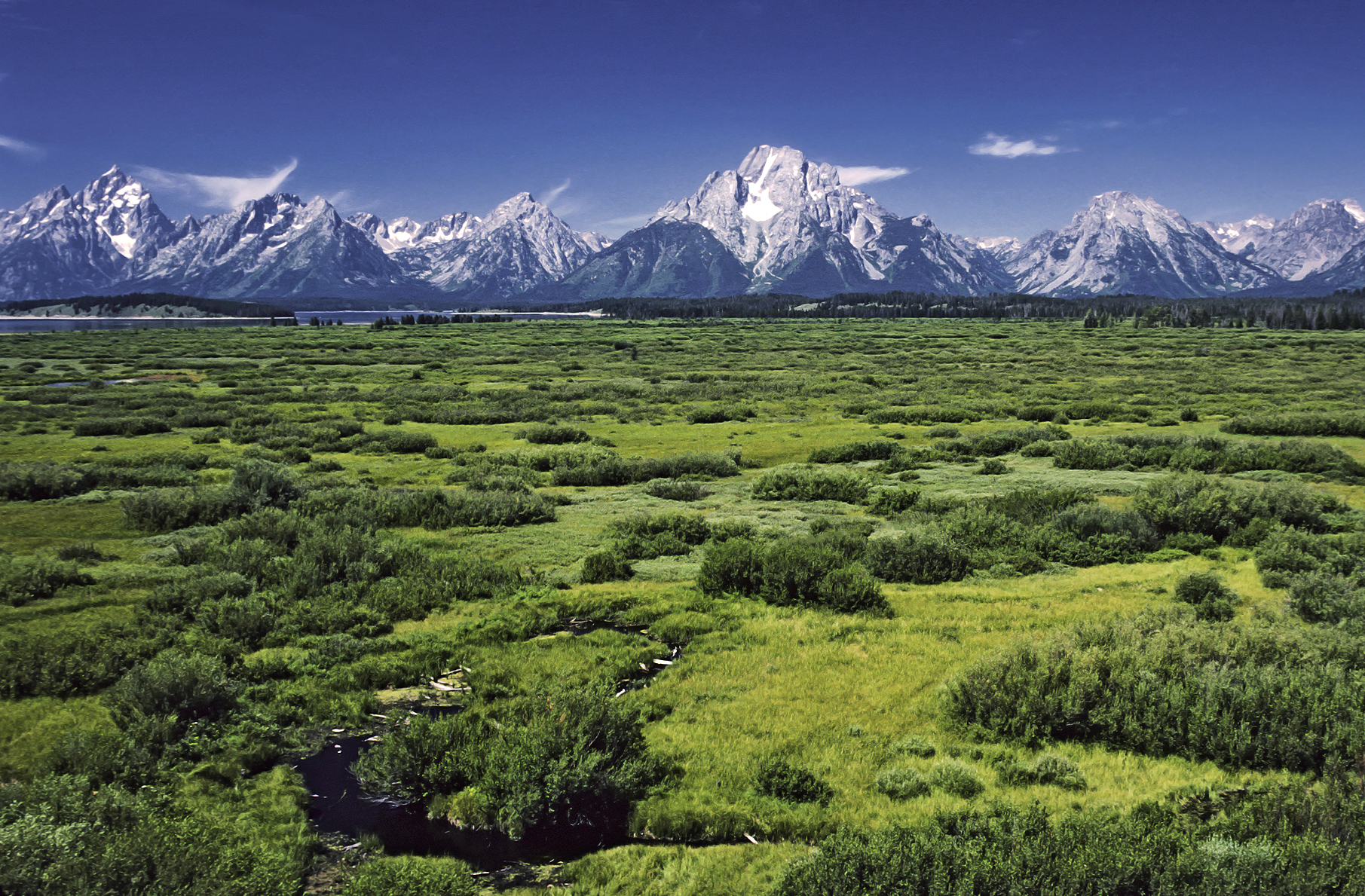
Die rund 750 km breiten Ebenen der Great Plains sind mit rund 600 bis 1800 m Höhe komplett als Piedmont Plateau der Rocky Mountains anzusehen.

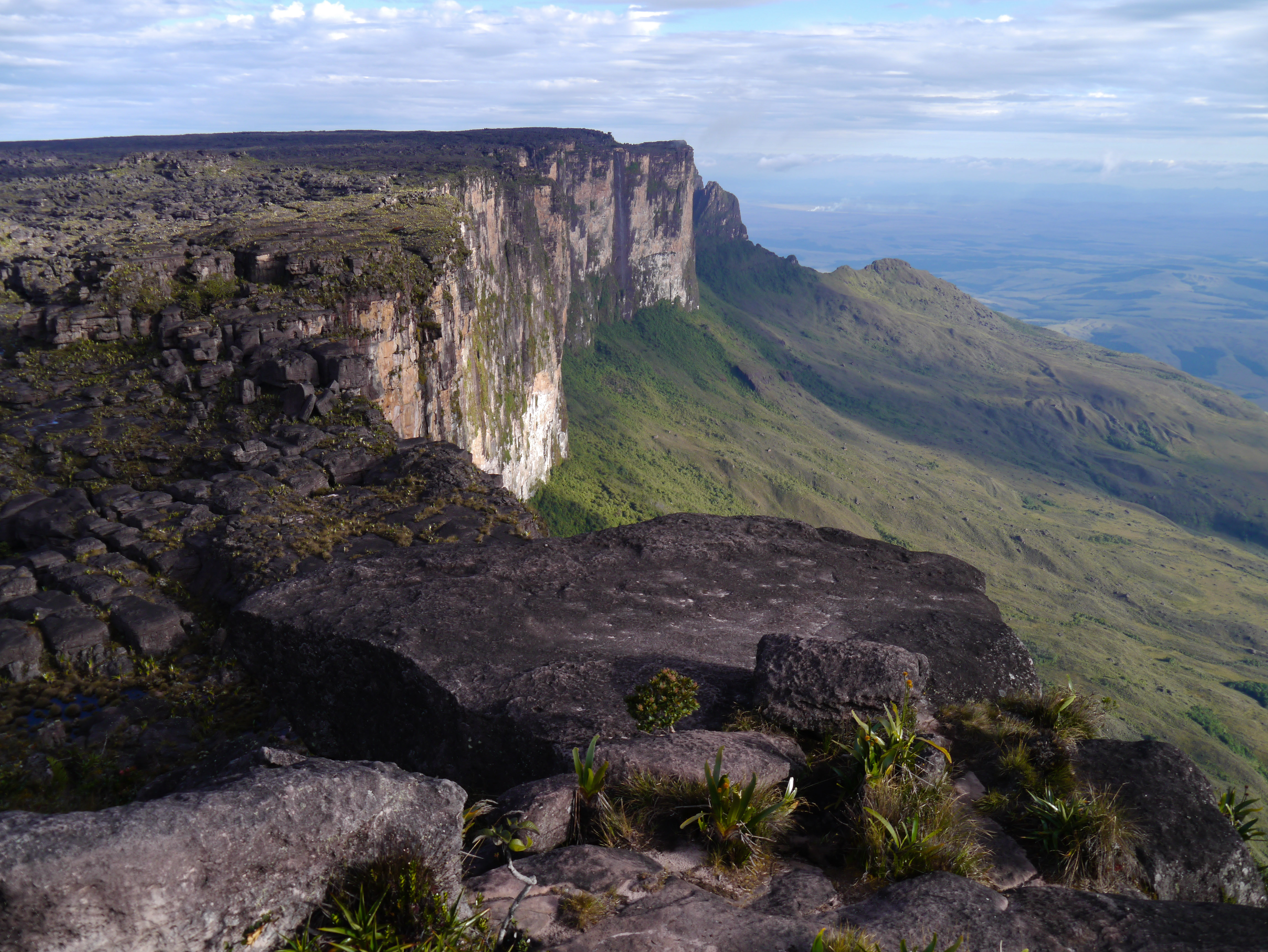
Roraima-Tepui, ein über 2800 m hoher Plateauberg im Dreiländereck von Venezuela, Brasilien und Guyana

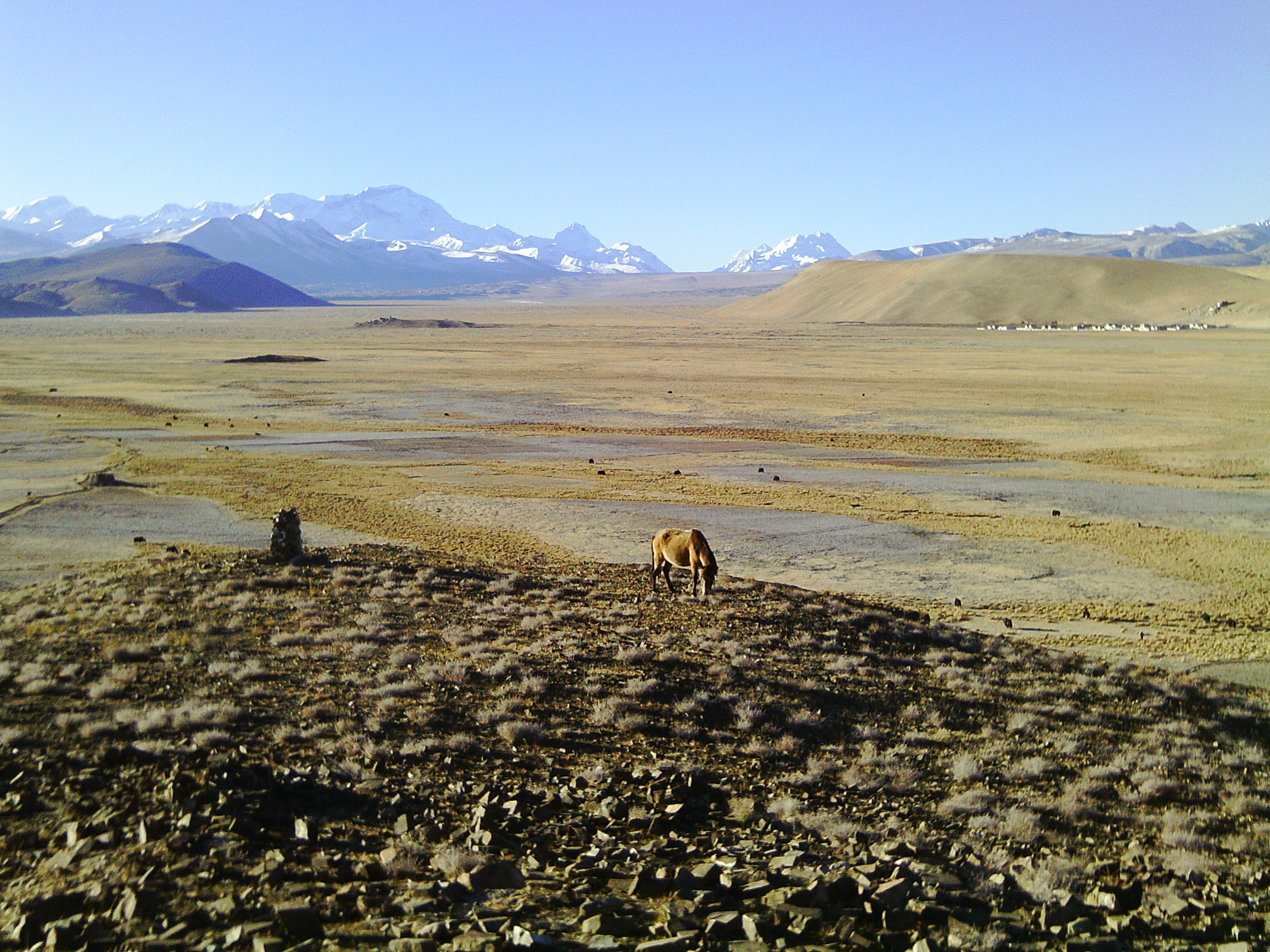
Das Hochland von Tibet ist das größte und mit 4000–5500 m das höchstgelegene innermontane Hochplateau der Welt

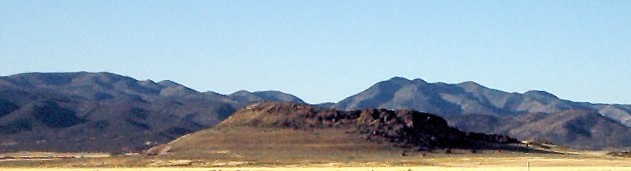
Gebirgszüge im Hochbecken des Bruchschollengebirges und vormaligem Plateau des Großen Beckens

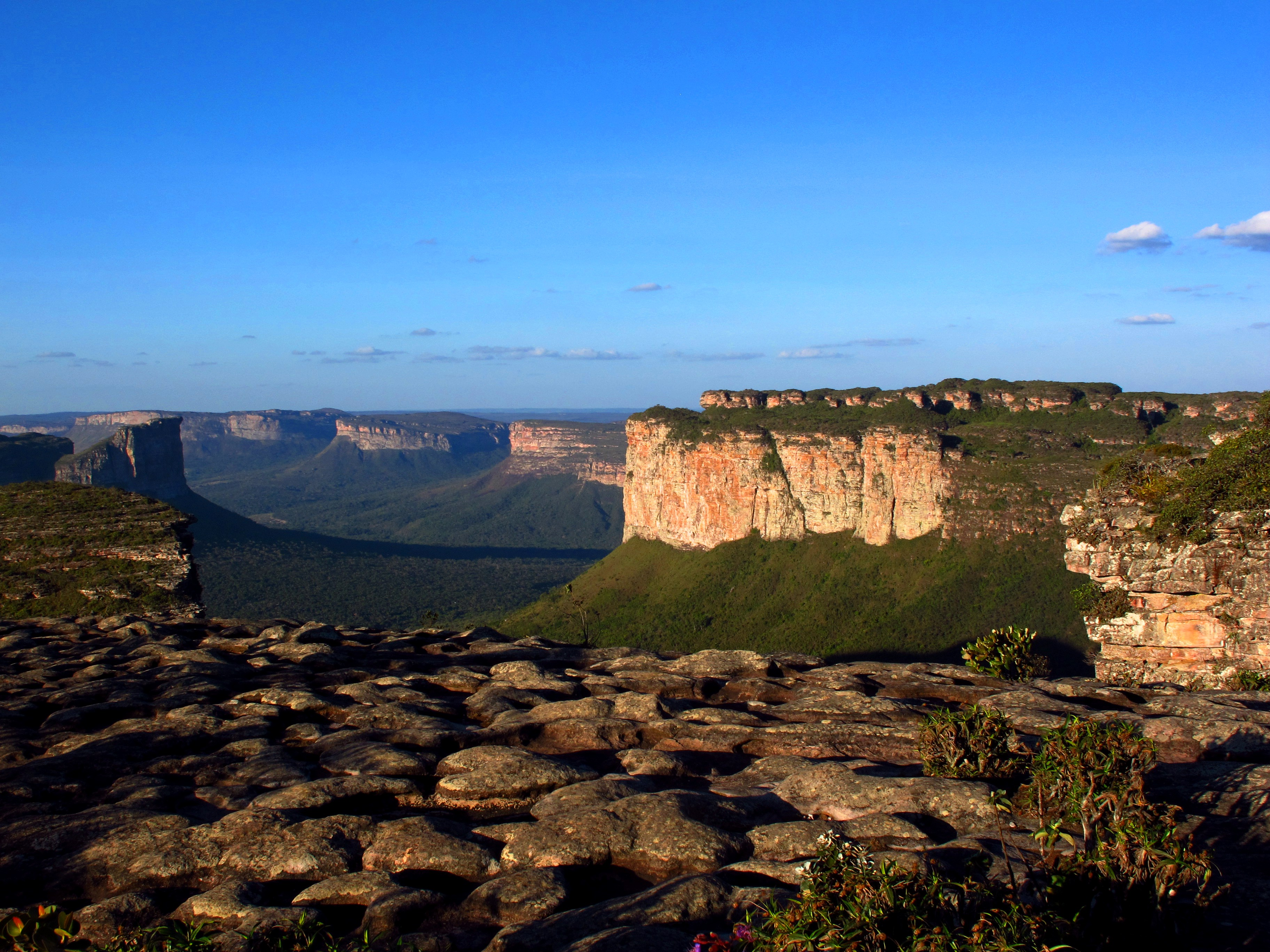
Stark erodierte Plateaulandschaft („dissected Plateau“) Chapada Diamantina in Ost-Brasilien

### Hochfläche
Der Ausdruck Hochfläche wird in regionalen Bezügen auch als Fachbegriff für Rumpfflächen oder niedrigeres Tafelland verwendet, die als „Fastebenen“ zwischen 200 und etwa 300/500 m über Meeresniveau liegen (Beispiele: Bergische Hochflächen in Deutschland, Kamahöhen in Russland / Hochgrasprärie-Ebenen im zentralen Nordamerika, westliche Sahara). Häufig werden solche Hochflächen jedoch nicht zu den Plateaus gezählt.
Im Norddeutschen Tiefland hat sich für Hochflächen, die nur wenige bis wenige zehn Meter höher sind als ihr Umland, die Bezeichnung Platte durchgesetzt.
Bei Meybeck u. a. fallen die meisten Rumpfflächen und Tafelländer unter die Kategorie „Lowlands & platforms“, die sie bei einer Meereshöhe von 0–200 m ansetzen, jedoch im Gegensatz zur Tiefebene (<25 m Höhenunterschied) mit 25–100 m maximalem Höhenunterschied auf 5 km Distanz.

### Hochebene / High Plain
Der Ausdruck Hochebene (englisch High Plain) wird meist sehr allgemein verwendet. Wenn eine Differenzierung vorgenommen wird, handelt es sich üblicherweise um die Beschreibung eines hoch gelegenen, flachen oder leicht hügeligen Geländes auf einem Plateau, jedoch ohne Bezug zu den Randgebirgen oder -hängen.
Meybeck u. a. unterteilen die sehr flachen „randlosen Hochebenen“ in die beiden Kategorien „Mid-altitude Plains“ in 200–500 m Höhe und „High altitude plains“ über 500 m mit jeweils weniger als 25 m Höhenunterschied.

### Piedmont Plateau
Wenig strukturierte Hochebenen, die auf einer Seite durch ein Hochgebirge begrenzt sind und auf der anderen zumeist gleichförmig in tiefer gelegene Ebenen übergehen oder an einer Meeresküste enden, werden von angloamerikanischen Autoren als Piedmont Plateaus (von Pediment, „Gebirgsfuß“) bezeichnet. Im Deutschen selten als Vorgebirgs-Plateaus bezeichnet. Solche Plateaus entstehen zum einen durch die Hebung an den Rändern der Gebirgsbildung und zum anderen durch großflächige Abtragungsprozesse. (Beispiele: Great Plains Nordamerikas oder -Ghanas, Piedmont (Appalachen), Schwäbische Alb).
Bei Meybeck u. a. fallen alle Vorgebirgsplateaus – allerdings auch Teile einiger innermontaner Hochplateaus und die meisten Tafelberge – in die Klasse „Low & mid-altitude plateaus“, die mit 500–2000 m Meereshöhe und 25–200 m Reliefunterschied definiert werden. Fast alle Piedmont-Plateaus enthalten auch mehr oder weniger große sehr flache Regionen, die auf der Karte den „High altitude plains“ des vorherigen Abschnittes zugehören.

### Plateau(berg) / Continental Plateau
Die Bezeichnung Plateau wird bisweilen zur Differenzierung verwendet, wenn es sich um Hochebenen mit steil abfallenden Rändern handelt, wie es bei Tafelbergen oder hohem Tafelland der Fall ist. In Angloamerika werden solche Plateauberge auch Continental Plateaus genannt. Sie entstehen entweder durch eine ausgedehnte kontinentale Hebung oder durch die Ausbreitung von horizontalen, basischen Lavaschichten als vulkanische Plateaus, die die ursprüngliche Topographie vollständig bedecken. (Beispiele: Tepuis in Südamerika, Putorana-Plateau in Sibirien, Tafelberg (Südafrika)).
Plateauberge lassen sich mit einem Algorithmus aus Meereshöhe und Reliefenergie schwer fassen, sodass sie sich bei Meybeck u. a. nicht separieren lassen. Sie fallen dort vor allem unter die vorgenannte Kategorie „Low & mid-altitude plateaus“.

### Intermontane Plateau
Nordamerikanische Autoren sprechen von einem Intermontane Plateau, wenn sie eine Plateaulandschaft bezeichnen wollen, die innerhalb großflächiger Faltengebirge liegt (namengebend sind die Intermontane Plateaus zwischen Pazifischem Küstengebirge und Rocky Mountains). Dabei ist es unerheblich, ob es sich um sehr flache oder mittelgebirgige Plateaus handelt, um Becken in niedriger Meereshöhe oder Hochplateaus (Beispiele: Kokrine-Hodzana Highlands, Yukon-Tanana Upland, Yukon Plateau, Interior Mountains und -Plateau, Basin and Range Province).

#### Hochplateau
Werden Hochplateaus von deutschsprachigen Autoren konkret von anderen Plateaus unterschieden, sind damit in der Regel ebenfalls Flachlandbereiche innerhalb großer Gebirge – meist zwischen zwei höheren Randgebirgen – gemeint. Im Gegensatz zu den „Intermontane Plateaus“ der Amerikaner handelt es sich aber nur um die sehr hoch liegenden Regionen, auf denen ein ausgeprägtes Gebirgsklima herrscht. Neben flachen Bereichen gehören meist auch etwas niedrigere oder weniger schroffe Gebirge auf dem Plateau dazu. Solche Hochplateaus bestehen vielfach aus nahezu horizontalen Gesteinsschichten, die durch vertikale Bewegungen der Erde in große Höhen gehoben werden (Beispiele: Hochland von Tibet, Hochland von Abessinien, Teile des iranischen Hochlandes).
In deutscher Literatur wird für das Hochplateau häufig auch synonym der Ausdruck Hochland verwendet, obwohl damit eher die gesamte Landschaft einschließlich der Randgebirge in Bezug zu einer tiefer liegenden Landschaft gemeint ist (Beispiel Schottische Highlands und Lowlands).
Die innermontanen Hochplateaus werden von Meybeck u. a. mit der Kategorie „High & very high plateaus“ abgebildet: 2000–6000 m hoch und 50–200 m maximale Höhenunterschiede in Abständen von höchstens 5 km zwischen höchstem und tiefstem Punkt. Diese recht großen Höhenunterschiede schließen mittelhohe Gebirge mit ein.

#### Hochbecken
Nicht selten finden sich auf Hochplateaus abflusslose Gewässer: Sie werden dann auch Hochbecken genannt (Beispiele: Großes Becken im nordamerikanischen Westen, Altiplano Boliviens, Changthang im Westteil Tibets), wobei der Begriff nicht nur in dieser Weise verwendet wird.

### Dissected Plateau
Im Deutschen gibt es keinen feststehenden Begriff für diese geologisch alten Plateaus, die durch Jahrmillionen lange Erosion heute stark zerklüftet sind und nur noch Reste der ursprünglichen Hochebenen aufweisen, die durch breite Täler bis hin zu tieferliegenden Ebenen voneinander getrennt sind, sodass zum Teil der Eindruck mehrerer eigenständiger Gebirge entsteht. Die Plateaureste können dabei bis hin zu Felsnadeln erodieren. Dissected Plateaus unterscheiden sich jedoch von orogenen Gebirgsketten durch das Fehlen von Faltungen, Metamorphismus, ausgedehnten Verwerfungen oder magmatischer Aktivität, die mit der Gebirgsbildung einhergehen. (Beispiele: Paunsaugunt-Plateau und Ozark-Plateau in den USA, Kakadu-Plateau und Blue Mountains in Australien, Chapada Diamantina in Brasilien, Dekkan-Plateau in Indien).

## Auflistung bekannter Hochebenen

### Europa

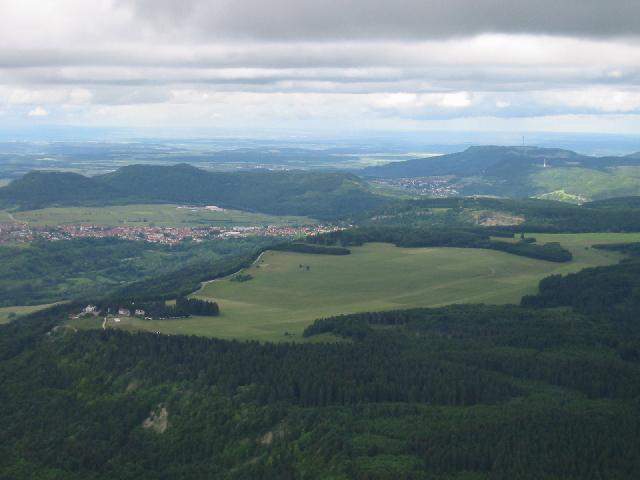
Die Schwäbische Alb, ein bekanntes Hochplateau in Deutschland: Luftaufnahme des Großen Heubergs mit Albtrauf, dem nordwestlichen Steilabfall des Gebirges

- Viele alpine Hochflächen, vor allem in den Kalkalpen und der Böhmischen Masse, beispielsweise
  - Altopiano della Predaia im Südtiroler Mendelgebirge
  - Bayerischer und Böhmerwald, Böhmisch-Mährische Höhen und weite Teile des Waldviertels
  - Greina, eine Hochebene in den Mittelbündnerischen Alpen zwischen den Pässen Greina und Pass Diesrut sowie der Val Sumvitg
  - Totes Gebirge, Hochfläche Am Stein (Dachsteinmassiv) und Hochschwab
- Causse, eine Reihe von Karst-Hochebenen in 600–1250 m zwischen dem Zentralmassiv und den Cevennen Südfrankreichs
- Schwäbische Alb, Fränkische Alb und Jura
- Campo Imperatore in Italien
- Hardangervidda in Norwegen
- Hochebene von Kastilien (Iberische Meseta)
- Lasithi-Hochebene auf Kreta

### Asien
- Tibetische Hochebene (auch Tibetanische Hochebene)
- Hochebene von Iran
- teilweise Mittelsibirisches Bergland
- Dekkan-Plateau in Indien
- weniger ausgedehnte Hochflächen:
  - Bolaven-Plateau in Laos
  - Khorat-Hochebene in Nordost-Thailand
  - Fuiloro-Plateau in Osttimor

### Afrika
- Hochland von Abessinien in Äthiopien
- Bauchiplateau in Nigeria
- Huib-Plateau in Namibia

### Amerika
- Piedmont im Osten der Vereinigten Staaten von Amerika
- Colorado-Plateau im Südwesten der Vereinigten Staaten
- Anahuac Valley in den Vereinigten Mexikanischen Staaten
- Hochebene von Quito in Ecuador
- Planalto Central do Brasil, eine weitläufige Hochebene in Zentralbrasilien
- Altiplano in Südost-Peru und West-Bolivien zwischen den Kordilleren Occidental und Oriental (Ost-Anden)
- Puna, eine Hochwüste im nordwestlichen Argentinien